# Lepisma saccharina
El pececillo de plata (Lepisma saccharina), también conocido como langosto, gusano de polvo, lepisma de la harina, lepisma del azúcar, traza, come santos, bicho del zócalo, cucaracha de agua, sardineta, comecuadro o chiripa, es una especie cosmopolita de insecto tisanuro, antiguo orden hoy día reclasificado en dos, de los cuales esta especie es del orden Zygentoma (Thysanura s.s.) de la familia Lepismatidae y género Lepisma. Es ágil y con una fuerte fototaxia negativa (huye de la luz), lo que hace rara su observación. El nombre de la especie deriva del brillo gris metálico de su cuerpo. Las lepismas viven de materias diversas, como moho, papel, cartón y alimentos amilosos (con almidón), como la cola de encuadernar libros o el apresto para la ropa.

## Aspecto
La longitud de un pececillo de plata, sin incluir sus extremidades, es de cerca de un centímetro. El brillo metálico de su cuerpo se debe a sus escamas plateadas, que aparecen después de su tercera muda. Las ninfas de las primeras fases o estadios son blanquecinas. Presenta dos largas antenas en la cabeza y otros tres apéndices, debajo de la parte posterior a la cabeza, semejantes en la parte posterior, un filamento caudal que es en realidad el décimo y último segmento del abdomen y dos cercos.

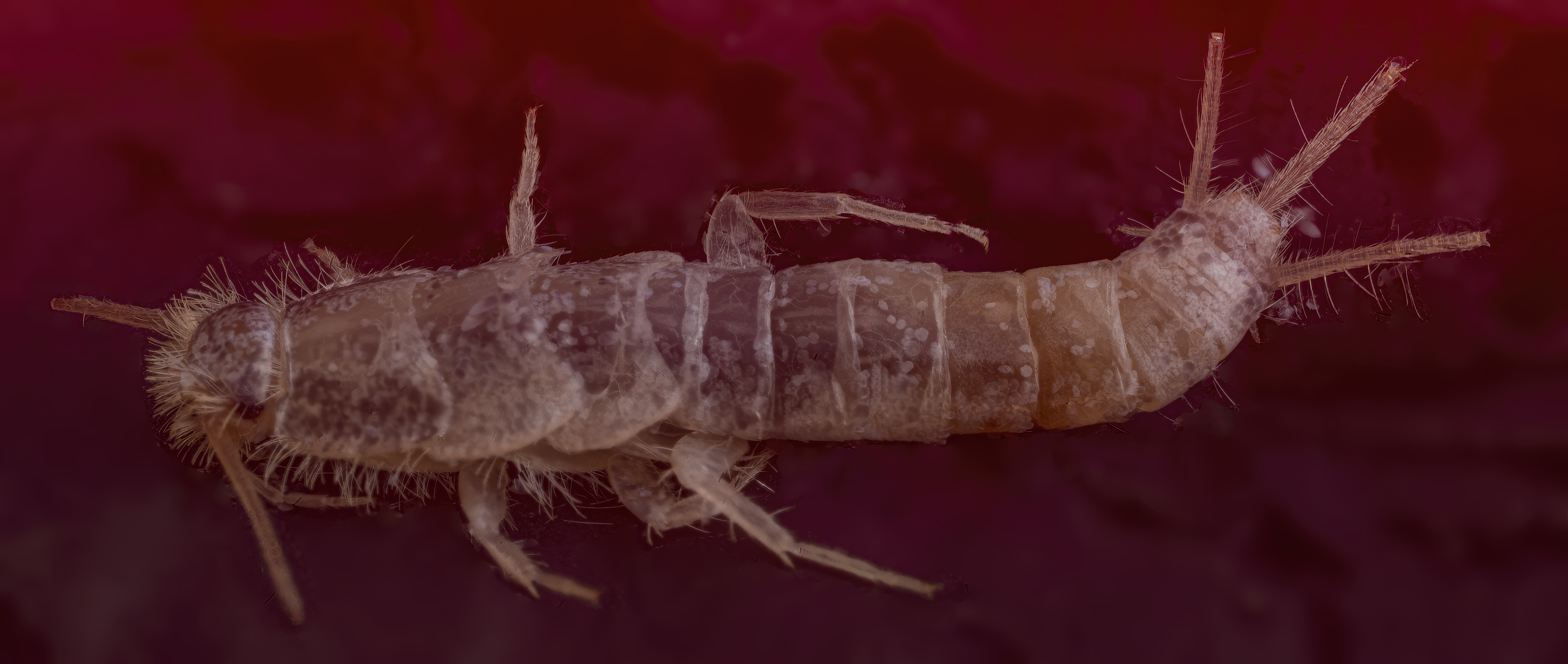
De la familia Lepismadie

## Desarrollo
Dependiendo de su condición de vida, un pececillo de plata requiere al menos cuatro meses para ser un adulto, y a veces puede requerir más de tres años. A temperatura ambiente, puede crecer en un año. Puede vivir en cualquier lugar entre dos y ocho años de edad. Un pececillo de plata muda aproximadamente ocho veces a lo largo de su vida; pero debido a su constante crecimiento, puede mudar más de cuatro veces al año. Cuando la temperatura está entre 25 y 30 °C, la hembra puede depositar alrededor de cien huevos, preferiblemente en hendiduras y grietas. Es imposible para un pececillo de plata reproducirse en un ambiente frío y seco. 
Vive en lugares húmedos y oscuros, más frecuentemente en edificios viejos, o entre libros y papeles en las casas.

## Alimentación
Los alimentos favoritos del pececillo de plata son los que contienen almidón o polisacáridos como la dextrina de los adhesivos empleados en la encuadernación de libros, la gelatina de las fotografías o la silicona. También el papel viejo, azúcar, cabellos, caspa y suciedad. Pero no despreciará sustancias como algodón, lino, seda, incluida seda artificial, insectos y crustáceos muertos o su propia exuvia (piel mudada). Conducido por su hambre, un pececillo de plata puede incluso darse un capricho con ropa de piel y tejidos hechos con ciertas fibras artificiales. Sin embargo, como muchos insectos, es capaz de interrumpir su actividad vital durante varios meses sin sufrir daño apreciable.
L. saccharina puede digerir la celulosa debido a que es capaz de producir celulasa, una enzima que degrada la celulosa, cosa extremadamente rara en los animales; la inmensa mayoría de los animales herbívoros, incluso los insectos xilófagos (comedores de madera) poseen microorganismos simbióticos en el tubo digestivo que realizan dicha digestión. Solo se conocen dos animales capaces de producir celulasa, L. saccharina y el molusco bivalvo Teredo navalis, que taladra madera.

## Reproducción

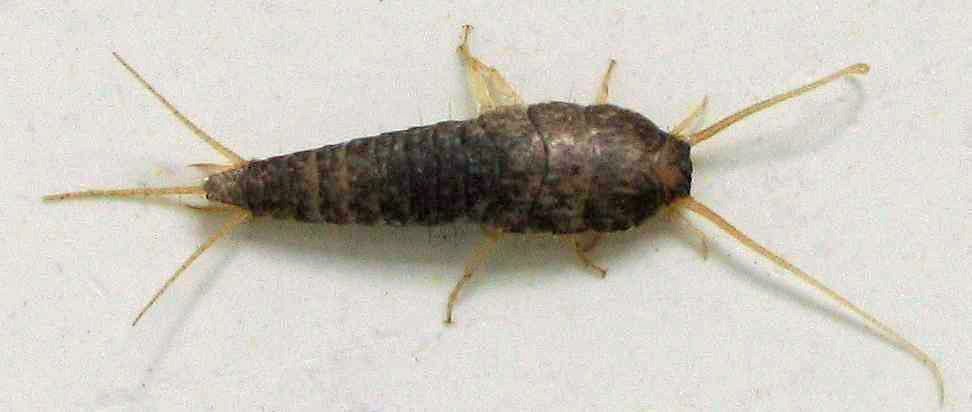
Un pececillo de plata (Lepisma saccharina) sin su apariencia de color gris, que se desarrolla después de su tercera muda.

Debido a su naturaleza nocturna, la fecundación del pececillo de plata solamente se conoce de forma reciente. Los pececillos de plata no copulan, sino que el macho produce un espermatóforo que adhiere colgante a un hilo tensado que pende desde algún objeto vertical. Conduce a la hembra mediante maniobras de cortejo a tropezar con el espermatóforo. La hembra lo recoge con sus cercos y lo lleva hasta la abertura genital, donde lo introduce y se produce la fecundación.

## Depredadores
Uno de los depredadores naturales del pececillo de plata es el insecto conocido como tijereta (Forficula auricularia), así como las escolopendras y las arañas.